# Segunda Categoría del Guayas 2013
El Campeonato Provincial de Segunda Categoría del Guayas 2013 fue un torneo de fútbol en Ecuador en cual compitieron equipos de la provincia del Guayas. El torneo fue organizado por Asociación de Fútbol del Guayas (Asoguayas) y avalado por la Federación Ecuatoriana de Fútbol. El torneo inició el 13 de abril de 2014. Participaron 17 clubes de fútbol. 
La Academia Alfaro Moreno revalidó su título de la temporada 2012 y se coronó bicampeón.

## Sistema de campeonato
El torneo provincial de ascenso del Guayas consistió de tres etapas. La primera etapa se jugó en dos grupos conformados por nueve equipos el primero y ocho el segundo, con el sistema de todos contra todos pero con partidos de una sola vuelta, obtuvieron la clasificación a la siguiente ronda solo los cuatro primeros de cada grupo. La segunda etapa se jugó en dos grupos de cuatro equipos cada uno, en partidos de ida y vuelta, clasificaron dos equipos por grupo. 
La tercera etapa o final se jugó como un cuadrangular final, con partidos de ida y vuelta en el sistema de todos contra todos, y así el líder salió campeón, y el segundo como subcampeón; ambos obtuvieron un cupo para el torneo de Segunda Categoría nacional.

## Primera fase
La primera fase del torneo de ascenso provincial del Guayas se dividió en 2 grupos. Al no haber paridad debido a que el torneo constaban de 17 clubes, se decidió que el primer grupo esté conformado 9 equipos, quedando los 8 restantes conformando el segundo grupo.
|  | Equipo ganador del grupo y clasificado a segunda fase. |
|  | Equipos también clasificados a segunda fase.           |
|  | Equipos eliminados de la competición.                  |

### Grupo A
| Equipo                 | Pts | PJ | PG | PE | PP | GF | GC | Dif |
| ---------------------- | --- | -- | -- | -- | -- | -- | -- | --- |
| Academia Alfaro Moreno | 20  | 8  | 6  | 2  | 0  | 25 | 5  | +20 |
| A.D. Naval             | 19  | 8  | 6  | 1  | 1  | 34 | 8  | +26 |
| Patria                 | 16  | 8  | 5  | 1  | 2  | 27 | 8  | +19 |
| Rocafuerte F.C.        | 16  | 8  | 4  | 4  | 0  | 23 | 9  | +14 |
| Fedeguayas             | 8   | 7  | 2  | 2  | 3  | 8  | 12 | -4  |
| Liga de Guayaquil      | 6   | 7  | 2  | 0  | 5  | 11 | 16 | -5  |
| ESPOL                  | 4   | 8  | 1  | 1  | 6  | 12 | 18 | -6  |
| Don Café               | 4   | 7  | 1  | 1  | 5  | 7  | 27 | -20 |
| Sur y Norte            | 3   | 7  | 1  | 0  | 6  | 3  | 47 | -44 |

| \| Fecha \| Lugar \| Local \| Resultado \| Visitante \| \| ------------------- \| ----- \| ---------------------- \| --------- \| ---------------------- \| \| 26 de abril de 2013 \| \| Rocafuerte F.C. \| 6:0 \| Sur y Norte \| \| \| \| A.D. Naval \| 6:1 \| Fedeguayas \| \| \| \| Liga de Guayaquil \| 0:2 \| Patria \| \| \| \| ESPOL \| 1:3 \| Don Café \| \| 28 de abril de 2013 \| \| Fedeguayas \| 3:0 \| Liga de Guayaquil \| \| \| \| Rocafuerte F.C. \| 4:4 \| A.D. Naval \| \| \| \| Patria \| 3:0 \| ESPOL \| \| \| \| Academia Alfaro Moreno \| 10:0 \| Sur y Norte \| \| 1 de mayo de 2013 \| \| A.D. Naval \| 0:2 \| Academia Alfaro Moreno \| \| \| \| Rocafuerte F.C. \| 2:0 \| Liga de Guayaquil \| \| \| \| Don Café \| 0:5 \| Patria \| \| \| \| ESPOL \| 0:1 \| Fedeguayas \| \| 5 de mayo de 2013 \| \| Rocafuerte F.C. \| 2:1 \| ESPOL \| \| \| \| Fedeguayas \| 0:0 \| Don Café \| \| \| \| Academia Alfaro Moreno \| 3:1 \| Liga de Guayaquil \| \| \| \| Sur y Norte \| 0:7 \| A.D. Naval \| \| 12 de mayo de 2013 \| \| Academia Alfaro Moreno \| 1:1 \| ESPOL \| \| \| \| Don Café \| 1:6 \| Rocafuerte F.C. \| \| \| \| Liga de Guayaquil \| 5:0 \| Sur y Norte \| \| \| \| Patria \| 4:2 \| Fedeguayas \| \| 15 de mayo de 2013 \| \| Academia Alfaro Moreno \| 5:1 \| Don Café \| \| \| \| Sur y Norte \| 0:6 \| ESPOL \| \| \| \| Rocafuerte F.C. \| 2:2 \| Patria \| \| \| \| A.D. Naval \| 3:1 \| Liga de Guayaquil \| \| 18 de mayo de 2013 \| \| Fedeguayas \| 0:0 \| Rocafuerte F.C. \| \| \| \| ESPOL \| 0:4 \| A.D. Naval \| \| \| \| Don Café \| 2:3 \| Sur y Norte \| \| \| \| Patria \| 0:1 \| Academia Alfaro Moreno \| \| 26 de mayo de 2013 \| \| Academia Alfaro Moreno \| 2:1 \| Fedeguayas \| \| \| \| Liga de Guayaquil \| 4:3 \| ESPOL \| \| \| \| A.D. Naval \| 7:0 \| Don Café \| \| \| \| Sur y Norte \| 0:11 \| Patria \| \| 30 de mayo de 2013 \| \| Rocafuerte F.C. \| 1:1 \| Academia Alfaro Moreno \| \| \| \| A.D. Naval \| 3:0 \| Patria \| |       |                        |           |                        |
| Fecha | Lugar | Local                  | Resultado | Visitante              |
| 26 de abril de 2013 |       | Rocafuerte F.C.        | 6:0       | Sur y Norte            |
| |       | A.D. Naval             | 6:1       | Fedeguayas             |
| |       | Liga de Guayaquil      | 0:2       | Patria                 |
| |       | ESPOL                  | 1:3       | Don Café               |
| 28 de abril de 2013 |       | Fedeguayas             | 3:0       | Liga de Guayaquil      |
| |       | Rocafuerte F.C.        | 4:4       | A.D. Naval             |
| |       | Patria                 | 3:0       | ESPOL                  |
| |       | Academia Alfaro Moreno | 10:0      | Sur y Norte            |
| 1 de mayo de 2013 |       | A.D. Naval             | 0:2       | Academia Alfaro Moreno |
| |       | Rocafuerte F.C.        | 2:0       | Liga de Guayaquil      |
| |       | Don Café               | 0:5       | Patria                 |
| |       | ESPOL                  | 0:1       | Fedeguayas             |
| 5 de mayo de 2013 |       | Rocafuerte F.C.        | 2:1       | ESPOL                  |
| |       | Fedeguayas             | 0:0       | Don Café               |
| |       | Academia Alfaro Moreno | 3:1       | Liga de Guayaquil      |
| |       | Sur y Norte            | 0:7       | A.D. Naval             |
| 12 de mayo de 2013 |       | Academia Alfaro Moreno | 1:1       | ESPOL                  |
| |       | Don Café               | 1:6       | Rocafuerte F.C.        |
| |       | Liga de Guayaquil      | 5:0       | Sur y Norte            |
| |       | Patria                 | 4:2       | Fedeguayas             |
| 15 de mayo de 2013 |       | Academia Alfaro Moreno | 5:1       | Don Café               |
| |       | Sur y Norte            | 0:6       | ESPOL                  |
| |       | Rocafuerte F.C.        | 2:2       | Patria                 |
| |       | A.D. Naval             | 3:1       | Liga de Guayaquil      |
| 18 de mayo de 2013 |       | Fedeguayas             | 0:0       | Rocafuerte F.C.        |
| |       | ESPOL                  | 0:4       | A.D. Naval             |
| |       | Don Café               | 2:3       | Sur y Norte            |
| |       | Patria                 | 0:1       | Academia Alfaro Moreno |
| 26 de mayo de 2013 |       | Academia Alfaro Moreno | 2:1       | Fedeguayas             |
| |       | Liga de Guayaquil      | 4:3       | ESPOL                  |
| |       | A.D. Naval             | 7:0       | Don Café               |
| |       | Sur y Norte            | 0:11      | Patria                 |
| 30 de mayo de 2013 |       | Rocafuerte F.C.        | 1:1       | Academia Alfaro Moreno |
| |       | A.D. Naval             | 3:0       | Patria                 |

### Grupo B
| Equipo                 | Pts | PJ | PG | PE | PP | GF | GC | Dif |
| ---------------------- | --- | -- | -- | -- | -- | -- | -- | --- |
| Everest                | 19  | 7  | 6  | 1  | 0  | 18 | 2  | +16 |
| 9 de Octubre           | 15  | 7  | 5  | 0  | 2  | 14 | 5  | +9  |
| Norte América          | 14  | 7  | 4  | 2  | 1  | 17 | 9  | +8  |
| L.D. Estudiantil       | 11  | 7  | 3  | 2  | 2  | 14 | 14 | ±0  |
| Paladín "S"            | 10  | 7  | 3  | 1  | 3  | 16 | 14 | +2  |
| Calvi                  | 6   | 7  | 1  | 3  | 3  | 17 | 21 | -4  |
| Panamá                 | 4   | 7  | 1  | 1  | 5  | 10 | 24 | -14 |
| Estudiantes del Guayas | 0   | 7  | 0  | 0  | 7  | 4  | 21 | -17 |

| \| Fecha \| Lugar \| Local \| Resultado \| Visitante \| \| ------------------- \| ----- \| ---------------------- \| --------- \| ---------------------- \| \| 26 de abril de 2013 \| \| Norte América \| 4:1 \| Panamá \| \| \| \| L.D. Estudiantil \| 2:2 \| Calvi \| \| \| \| 9 de Octubre \| 0:1 \| Paladin "S" \| \| \| \| Everest \| 3:0 \| Estudiantes del Guayas \| \| 28 de abril de 2013 \| \| 9 de Octubre \| 0:1 \| Everest \| \| \| \| Panamá \| 1:2 \| L.D. Estudiantil \| \| \| \| Paladin "S" \| 0:2 \| Norte América \| \| \| \| Calvi \| 3:1 \| Estudiantes del Guayas \| \| 28 de abril de 2013 \| \| L.D. Estudiantil \| 4:3 \| Paladin "S" \| \| \| \| Estudiantes del Guayas \| 0:1 \| Panamá \| \| \| \| Everest \| 2:1 \| Calvi \| \| \| \| Norte América \| 1:2 \| 9 de Octubre \| \| 5 de mayo de 2013 \| \| Norte América \| 0:0 \| Everest \| \| \| \| Panamá \| 4:4 \| Calvi \| \| \| \| 9 de Octubre \| 2:1 \| L.D. Estudiantil \| \| \| \| Paladin "S" \| 5:1 \| Estudiantes del Guayas \| \| 12 de mayo de 2013 \| \| Calvi \| 3:3 \| Paladin "S" \| \| \| \| Everest \| 6:0 \| Panamá \| \| \| \| Estudiantes del Guayas \| 0:2 \| 9 de Octubre \| \| \| \| L.D. Estudiantil \| 1:1 \| Norte América \| \| 15 de mayo de 2013 \| \| Norte América \| 3:1 \| Estudiantes del Guayas \| \| \| \| 9 de Octubre \| 3:0 \| Calvi \| \| \| \| L.D. Estudiantil \| 0:4 \| Everest \| \| \| \| Paladin "S" \| 3:2 \| Panamá \| \| 18 de mayo de 2013 \| \| Everest \| 2:1 \| Paladin "S" \| \| \| \| Calvi \| 4:6 \| Norte América \| \| \| \| Estudiantes del Guayas \| 1:4 \| L.D. Estudiantil \| \| \| \| Panamá \| 1:5 \| 9 de Octubre \| |       |                        |           |                        |
| Fecha | Lugar | Local                  | Resultado | Visitante              |
| 26 de abril de 2013 |       | Norte América          | 4:1       | Panamá                 |
| |       | L.D. Estudiantil       | 2:2       | Calvi                  |
| |       | 9 de Octubre           | 0:1       | Paladin "S"            |
| |       | Everest                | 3:0       | Estudiantes del Guayas |
| 28 de abril de 2013 |       | 9 de Octubre           | 0:1       | Everest                |
| |       | Panamá                 | 1:2       | L.D. Estudiantil       |
| |       | Paladin "S"            | 0:2       | Norte América          |
| |       | Calvi                  | 3:1       | Estudiantes del Guayas |
| 28 de abril de 2013 |       | L.D. Estudiantil       | 4:3       | Paladin "S"            |
| |       | Estudiantes del Guayas | 0:1       | Panamá                 |
| |       | Everest                | 2:1       | Calvi                  |
| |       | Norte América          | 1:2       | 9 de Octubre           |
| 5 de mayo de 2013 |       | Norte América          | 0:0       | Everest                |
| |       | Panamá                 | 4:4       | Calvi                  |
| |       | 9 de Octubre           | 2:1       | L.D. Estudiantil       |
| |       | Paladin "S"            | 5:1       | Estudiantes del Guayas |
| 12 de mayo de 2013 |       | Calvi                  | 3:3       | Paladin "S"            |
| |       | Everest                | 6:0       | Panamá                 |
| |       | Estudiantes del Guayas | 0:2       | 9 de Octubre           |
| |       | L.D. Estudiantil       | 1:1       | Norte América          |
| 15 de mayo de 2013 |       | Norte América          | 3:1       | Estudiantes del Guayas |
| |       | 9 de Octubre           | 3:0       | Calvi                  |
| |       | L.D. Estudiantil       | 0:4       | Everest                |
| |       | Paladin "S"            | 3:2       | Panamá                 |
| 18 de mayo de 2013 |       | Everest                | 2:1       | Paladin "S"            |
| |       | Calvi                  | 4:6       | Norte América          |
| |       | Estudiantes del Guayas | 1:4       | L.D. Estudiantil       |
| |       | Panamá                 | 1:5       | 9 de Octubre           |

## Segunda fase
La segunda fase del torneo de ascenso provincial del Guayas se dividió en 2 grupos. Los grupos estuvieron conformados por 4 equipos cada uno, los cuales fueron los mismos que terminaron en las 4 mejores posiciones de los grupos en la primera fase. El grupo 1 estaba conformado por el Academia Alfaro Moreno, 9 de Octubre, Patria y L.D. Estudiantil; mientras que el grupo 2 por Everest, A.D. Naval, Norte América y Rocafuerte F.C.. 
|  | Equipo ganador del grupo y clasificado a tercera fase. |
|  | Equipo también clasificado a tercera fase.             |
|  | Equipos eliminados de la competición.                  |

### Grupo 1
| Equipo                 | Pts | PJ | PG | PE | PP | GF | GC | Dif |
| ---------------------- | --- | -- | -- | -- | -- | -- | -- | --- |
| Patria                 | 14  | 6  | 4  | 2  | 0  | 17 | 5  | +12 |
| Academia Alfaro Moreno | 11  | 6  | 3  | 2  | 1  | 14 | 5  | +9  |
| L.D. Estudiantil       | 6   | 6  | 2  | 0  | 4  | 4  | 14 | -10 |
| 9 de Octubre           | 3   | 6  | 1  | 0  | 5  | 5  | 16 | -11 |

| \| Fecha \| Lugar \| Local \| Resultado \| Visitante \| \| ------------------- \| ----- \| ---------------------- \| --------- \| ---------------------- \| \| 2 de junio de 2013 \| \| Academia Alfaro Moreno \| 5:0 \| L.D. Estudiantil \| \| \| \| 9 de Octubre \| 0:3 \| Patria \| \| 5 de junio de 2013 \| \| L.D. Estudiantil \| 0:2 \| 9 de Octubre \| \| \| \| Patria \| 1:1 \| Academia Alfaro Moreno \| \| 9 de junio de 2013 \| \| Patria \| 2:0 \| L.D. Estudiantil \| \| \| \| Academia Alfaro Moreno \| 2:0 \| 9 de Octubre \| \| 12 de junio de 2013 \| \| 9 de Octubre \| 0:3 \| Academia Alfaro Moreno \| \| \| \| L.D. Estudiantil \| 0:3 \| Patria \| \| 16 de junio de 2013 \| \| Academia Alfaro Moreno \| 3:3 \| Patria \| \| \| \| 9 de Octubre \| 2:3 \| L.D. Estudiantil \| \| 19 de junio de 2013 \| \| L.D. Estudiantil \| 1:0 \| Academia Alfaro Moreno \| \| \| \| Patria \| 5:1 \| 9 de Octubre \| |       |                        |           |                        |
| Fecha | Lugar | Local                  | Resultado | Visitante              |
| 2 de junio de 2013 |       | Academia Alfaro Moreno | 5:0       | L.D. Estudiantil       |
| |       | 9 de Octubre           | 0:3       | Patria                 |
| 5 de junio de 2013 |       | L.D. Estudiantil       | 0:2       | 9 de Octubre           |
| |       | Patria                 | 1:1       | Academia Alfaro Moreno |
| 9 de junio de 2013 |       | Patria                 | 2:0       | L.D. Estudiantil       |
| |       | Academia Alfaro Moreno | 2:0       | 9 de Octubre           |
| 12 de junio de 2013 |       | 9 de Octubre           | 0:3       | Academia Alfaro Moreno |
| |       | L.D. Estudiantil       | 0:3       | Patria                 |
| 16 de junio de 2013 |       | Academia Alfaro Moreno | 3:3       | Patria                 |
| |       | 9 de Octubre           | 2:3       | L.D. Estudiantil       |
| 19 de junio de 2013 |       | L.D. Estudiantil       | 1:0       | Academia Alfaro Moreno |
| |       | Patria                 | 5:1       | 9 de Octubre           |

### Grupo 2
| Equipo          | Pts | PJ | PG | PE | PP | GF | GC | Dif |
| --------------- | --- | -- | -- | -- | -- | -- | -- | --- |
| Everest         | 11  | 6  | 3  | 2  | 1  | 9  | 6  | +3  |
| Rocafuerte F.C. | 10  | 6  | 3  | 1  | 2  | 9  | 5  | +4  |
| A.D. Naval      | 9   | 6  | 2  | 3  | 1  | 11 | 9  | +2  |
| Norte América   | 2   | 6  | 0  | 2  | 4  | 6  | 15 | -9  |

| \| Fecha \| Lugar \| Local \| Resultado \| Visitante \| \| ------------------- \| ----- \| --------------- \| --------- \| --------------- \| \| 2 de junio de 2013 \| \| A.D. Naval \| 2:0 \| Norte América \| \| \| \| Everest \| 2:1 \| Rocafuerte F.C. \| \| 5 de junio de 2013 \| \| Norte América \| 0:2 \| Everest \| \| \| \| Rocafuerte F.C. \| 1:2 \| A.D. Naval \| \| 9 de junio de 2013 \| \| Everest \| 3:2 \| A.D. Naval \| \| \| \| Norte América \| 0:1 \| Rocafuerte F.C. \| \| 12 de junio de 2013 \| \| A.D. Naval \| 0:0 \| Everest \| \| \| \| Rocafuerte F.C. \| 4:0 \| Norte América \| \| 16 de junio de 2013 \| \| Everest \| 2:2 \| Norte América \| \| \| \| A.D. Naval \| 1:1 \| Rocafuerte F.C. \| \| 19 de junio de 2013 \| \| Norte América \| 4:4 \| A.D. Naval \| \| \| \| Rocafuerte F.C. \| 1:0 \| Everest \| |       |                 |           |                 |
| Fecha | Lugar | Local           | Resultado | Visitante       |
| 2 de junio de 2013 |       | A.D. Naval      | 2:0       | Norte América   |
| |       | Everest         | 2:1       | Rocafuerte F.C. |
| 5 de junio de 2013 |       | Norte América   | 0:2       | Everest         |
| |       | Rocafuerte F.C. | 1:2       | A.D. Naval      |
| 9 de junio de 2013 |       | Everest         | 3:2       | A.D. Naval      |
| |       | Norte América   | 0:1       | Rocafuerte F.C. |
| 12 de junio de 2013 |       | A.D. Naval      | 0:0       | Everest         |
| |       | Rocafuerte F.C. | 4:0       | Norte América   |
| 16 de junio de 2013 |       | Everest         | 2:2       | Norte América   |
| |       | A.D. Naval      | 1:1       | Rocafuerte F.C. |
| 19 de junio de 2013 |       | Norte América   | 4:4       | A.D. Naval      |
| |       | Rocafuerte F.C. | 1:0       | Everest         |

## Tercera fase
|    | Equipos                | PJ | PG | PE | PP | GF | GC | Dif | Pts |
| -- | ---------------------- | -- | -- | -- | -- | -- | -- | --- | --- |
| 1. | Academia Alfaro Moreno | 6  | 3  | 3  | 0  | 9  | 2  | +7  | 12  |
| 2. | Patria                 | 6  | 2  | 3  | 1  | 7  | 5  | +2  | 9   |
| 3. | Rocafuerte F.C.        | 6  | 2  | 2  | 2  | 8  | 8  | 0   | 8   |
| 4. | Everest                | 6  | 0  | 2  | 4  | 3  | 12 | -9  | 2   |

PJ = Partidos jugados; PG = Partidos ganados; PE = Partidos empatados; PP = Partidos perdidos; GF = Goles anotados; GC = Goles recibidos; Dif = Diferencia de goles; Pts = Puntos
| \| Fecha \| Lugar \| Local \| Resultado \| Visitante \| \| ------------------- \| ----- \| ---------------------- \| --------- \| ---------------------- \| \| 23 de junio de 2013 \| \| Everest \| 1:2 \| Academia Alfaro Moreno \| \| \| \| Patria \| 2:1 \| Rocafuerte F.C. \| \| 28 de junio de 2013 \| \| Academia Alfaro Moreno \| 0:0 \| Patria \| \| \| \| Rocafuerte F.C. \| 0:0 \| Everest \| \| 3 de julio de 2013 \| \| Academia Alfaro Moreno \| 1:1 \| Rocafuerte F.C. \| \| \| \| Patria \| 0:0 \| Everest \| \| 7 de julio de 2013 \| \| Everest \| 2:4 \| Patria \| \| \| \| Rocafuerte F.C. \| 1:3 \| Academia Alfaro Moreno \| \| 13 de julio de 2013 \| \| Everest \| 0:3 \| Rocafuerte F.C. \| \| \| \| Patria \| 1:1 \| Academia Alfaro Moreno \| \| 17 de julio de 2013 \| \| Academia Alfaro Moreno \| 3:0 \| Everest \| \| \| \| Rocafuerte F.C. \| 2:1 \| Patria \| |       |                        |           |                        |
| Fecha | Lugar | Local                  | Resultado | Visitante              |
| 23 de junio de 2013 |       | Everest                | 1:2       | Academia Alfaro Moreno |
| |       | Patria                 | 2:1       | Rocafuerte F.C.        |
| 28 de junio de 2013 |       | Academia Alfaro Moreno | 0:0       | Patria                 |
| |       | Rocafuerte F.C.        | 0:0       | Everest                |
| 3 de julio de 2013 |       | Academia Alfaro Moreno | 1:1       | Rocafuerte F.C.        |
| |       | Patria                 | 0:0       | Everest                |
| 7 de julio de 2013 |       | Everest                | 2:4       | Patria                 |
| |       | Rocafuerte F.C.        | 1:3       | Academia Alfaro Moreno |
| 13 de julio de 2013 |       | Everest                | 0:3       | Rocafuerte F.C.        |
| |       | Patria                 | 1:1       | Academia Alfaro Moreno |
| 17 de julio de 2013 |       | Academia Alfaro Moreno | 3:0       | Everest                |
| |       | Rocafuerte F.C.        | 2:1       | Patria                 |

|  | Campeón del torneo. Clasifica a la Zonal de Ascenso. |
|  | Subcampeón. Clasifica a la Zonal de Ascenso.         |

|                                                                                            |
| Club Deportivo Academia Alfaro Moreno 2.º Título Asciende a la Zona 3 de Segunda Categoría |
| También asciende Club Sport Patria como subcampeón.                                        |